# Ethias Trophy
El Ethias Trophy es un torneo de tenis celebrado en Mons, Bélgica desde el año 2005. El evento forma parte del ATP Challenger Tour y se juega en canchas duras.

## Finales anteriores

### Individuales
| Año  | Campeón             | Finalista              | Resultado       |
| ---- | ------------------- | ---------------------- | --------------- |
| 2015 | Illya Marchenko     | Benjamin Becker        | 6–2, 6–78, 6–4  |
| 2014 | David Goffin        | Steve Darcis           | 6–3, 6–3        |
| 2013 | Radek Štěpánek      | Igor Sijsling          | 6-3, 7-5        |
| 2012 | Kenny de Schepper   | Michaël Llodra         | 7–67, 4–6, 7–64 |
| 2011 | Andreas Seppi       | Julien Benneteau       | 2–6, 6–3, 7–64  |
| 2010 | Adrian Mannarino    | Steve Darcis           | 7–5, 6–2        |
| 2009 | Janko Tipsarević    | Sergiy Stakhovsky      | 7–6(4), 6–3     |
| 2008 | Teymuraz Gabashvili | Édouard Roger-Vasselin | 6–4, 6–4        |
| 2007 | Ernests Gulbis      | Kristof Vliegen        | 7–5, 6–3        |
| 2006 | Janko Tipsarević    | Alex Bogdanovic        | 6–4, 1–6, 6–2   |
| 2005 | Olivier Rochus      | Xavier Malisse         | 6–2, 6–0        |

### Dobles
| Año  | Campeón                            | Finalista                                | Resultado              |
| ---- | ---------------------------------- | ---------------------------------------- | ---------------------- |
| 2015 | Ruben Bemelmans Philipp Petzschner | Rameez Junaid Igor Zelenay               | 6–3, 6–1               |
| 2014 | Marc Gicquel Nicolas Mahut         | Andre Begemann Julian Knowle             | 6–3, 6–4               |
| 2013 | Jesse Huta Galung Igor Sijsling    | Eric Butorac Raven Klaasen               | 4-6, 7-62, [10-7]      |
| 2012 | Tomasz Bednarek Jerzy Janowicz     | Michaël Llodra Édouard Roger-Vasselin    | 7–5, 4–6, [10–2]       |
| 2011 | Johan Brunström Ken Skupski        | Kenny de Schepper Édouard Roger-Vasselin | 7–64, 6–3              |
| 2010 | Filip Polášek Igor Zelenay         | Ruben Bemelmans Yannick Mertens          | 3–6, 6–4, [10–5]       |
| 2009 | Denis Istomin Evgeny Korolev       | Alejandro Falla Teymuraz Gabashvili      | 6–7(4), 7–6(4), [11–9] |
| 2008 | Michal Mertiňák Lovro Zovko        | Yves Allegro Horia Tecău                 | 7–5, 6–3               |
| 2007 | Tomasz Bednarek Filip Polášek      | Philipp Petzschner Alexander Peya        | 6–2, 5–7, 10–8         |
| 2006 | Jean-Claude Scherrer Lovro Zovko   | Jordan Kerr David Škoch                  | 6–2, 6–4               |
| 2005 | Christopher Kas Philipp Petzschner | Tomáš Cibulec Tom Vanhoudt               | 7–6(4), 6–2            |